# San Pedro Mallo

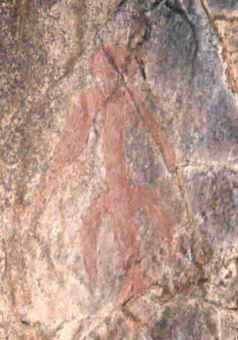
Pintura rupestre en San Pedro Mallo

San Pedro Mallo (o San Pedro de Mallo), es una pedanía del municipio de Toreno, comarca de El Bierzo, en la provincia de León, comunidad autónoma de Castilla y León, España, compuesta de tres entidades de población: San Pedro, Santa Leocadia y Matarrosa del Sil.

## Demografía
| Localidad         | Población | Hombres | Mujeres |
| Matarrosa del Sil | 874       | 427     | 428     |
| San Pedro Mallo   | 16        | 8       | 8       |
| Santa Leocadia    | 3         | 2       | 1       |
| ----------------- | --------- | ------- | ------- |

## Historia
Su fundación data del año 1179 cuando, desde el monasterio de Santa Leocadia Castañeda, se mandó roturar los montes de San Pedro y los colonos construyeron el poblado frente al "mallo" (gran promontorio rocoso). Rodeado de una frondosa vegetación entre la que destaca "La encinal", con encinas centenarias, y sus sotos de castaños, cuyos frutos han constituido buena base de la alimentación de la zona a lo largo de los siglos. 
Conserva muy pocos restos de su larga historia debido los frecuentes incendios a que se vio sometido por su singular situación y orografía. En las cuevas de las rocas aún puede observarse una interesante muestra de pintura rupestre.
- Datos: Q6119559